# János Hahn
János Csaba Hahn (Szekszárd, 2 de enero de 1994) es un futbolista húngaro que juega de delantero en el Paksi F. C. de la Nemzeti Bajnokság I.

## Selección nacional
Hahn fue internacional sub-18 con la selección de fútbol de Hungría, y el 4 de junio de 2021 se convirtió en internacional absoluto con Hungría, después de disputar el partido amistoso frente a la selección de fútbol de Chipre. Así mismo, fue parte de la convocatoria de 26 jugadores para la Eurocopa 2020.

## Clubes
| Club                           | País       | Año       |
| ------------------------------ | ---------- | --------- |
| Paksi F. C.                    | Hungría    | 2012-2013 |
| Puskás Akadémia                | Hungría    | 2013-2014 |
| Paksi F. C.                    | Hungría    | 2014-2021 |
| F. C. DAC 1904 Dunajská Streda | Eslovaquia | 2021-2022 |
| Paksi F. C.                    | Hungría    | 2022-     |

## Palmarés

### Títulos nacionales
| Título          | Club        | País    | Año  |
| --------------- | ----------- | ------- | ---- |
| Copa de Hungría | Paksi F. C. | Hungría | 2024 |
| Copa de Hungría | Paksi F. C. | Hungría | 2025 |